# Giro di Romagna 1924
Il Giro di Romagna 1924, nona edizione della corsa, si svolse il 24 agosto 1924 su un percorso di 204 km. La vittoria fu appannaggio dell'italiano Luigi Magnotti, che completò il percorso in 6h46'00", precedendo i connazionali Nino Bregalanti e Livio Cattel.
I corridori che tagliarono il traguardo di Lugo furono 5.

## Ordine d'arrivo (Top 5)
| Pos. | Corridore       | Squadra | Tempo    |
| ---- | --------------- | ------- | -------- |
| 1    | Luigi Magnotti  | Ancora  | 6h46'00" |
| 2    | Nino Bregalanti | -       | ?        |
| 3    | Livio Cattel    | -       | ?        |
| 4    | Dino Vicentini  | -       | ?        |
| 5    | Allegro Grandi  | -       | ?        |